# ABBA Gold: Greatest Hits
ABBA Gold: Greatest Hits — альбом-компіляція шведського гурту ABBA, випущений фірмою PolyGram в 1992 році. Він став першим випуском лейблу після придбання Polar Music і, як наслідок, прав на записи групи ABBA. У 1998 році PolyGram, в свою чергу, був поглинутий компанією, нині відомою як Universal Music Group.

## Огляд
Перед релізом альбому випуск всіх попередніх компіляцій ABBA був припинений, і в продажу залишилися тільки оригінальні студійні альбоми разом з «живим» ABBA Live (1986). Можливо, саме тому ABBA Gold був добре прийнятий публікою. У різних 'спеціальних' або 'ремастерованих' виданнях він виходив знову в 1999, 2002, 2003 (CD / DVD), 2004 і 2008 роках. Схожа компіляція під назвою ABBA Oro: Grandes Éxitos включає в себе десять пісень ABBA іспанською мовою.
ABBA Gold є найбільш продаваним альбомом гурту ABBA і входить до тридцятки найбільш продаваних альбомів в історії. Продажі по всьому світу досягли 28 мільйонів (2009).

## Списки композицій
Всі пісні написані Бьорном Ульвеусом і Бені Андерссоном, якщо не вказано інше.

### До 2008 року, без Австралії
1. «Dancing Queen» (1976) (Андерсон, Андрессон, Ульвеус) — 3:51
2. «Knowing Me, Knowing You[en]» (1976) (Андерсон, Андрессон, Ульвеус) — 4:03
3. «Take a Chance on Me[en]» (1977) — 4:06
4. «Mamma Mia» (1975) (Андерсон, Андрессон, Ульвеус) — 3:33
5. «Lay All Your Love on Me» (1980) — 4:35
6. «Super Trouper[en]» (1980) — 4:13
7. «I Have a Dream[en]» (1979) — 4:42
8. «The Winner Takes It All» (1980) — 4:54
9. «Money, Money, Money[en]» (1976) — 3:06
10. «S.O.S» (1975) (Андерсон, Андрессон, Ульвеус) — 3:20
11. «Chiquitita[en]» (1979) — 5:27
12. «Fernando[en]» (1976) (Андерсон, Андрессон, Ульвеус) — 4:14
13. «Voulez-Vous[en]» (1979) — 4:21/5:10
14. «Gimme! Gimme! Gimme! (A Man After Midnight)» (1979) — 4:52
15. «Does Your Mother Know[en]» (1979) — 3:13
16. «One of Us[en]» (1981) — 3:58
17. «The Name of the Game[en]» (1977) (Андерсон, Андрессон, Ульвеус) — 3:56/4:53
18. «Thank You for the Music[en]» (1977/1983) — 3:49
19. «Waterloo» (1974) (Андерсон, Андрессон, Ульвеус) — 2:46

### Австралійська версія (до 2008)
1. «Dancing Queen» (1976) (Андерсон, Андрессон, Ульвеус) — 3:49
2. «Knowing Me, Knowing You» (1977) (Андерсон, Андрессон, Ульвеус) — 4:01
3. «Take a Chance on Me» (1978) — 4:01
4. «Mamma Mia» (1975) (Андерсон, Андрессон, Ульвеус) — 3:32
5. «Lay All Your Love on Me» (1980) — 4:32
6. «Ring Ring» (1973) (Neil Sedaka, Phil Cody, Андрессон, Ульвеус) — 3:02
7. «I Do, I Do, I Do, I Do, I Do» (1975) (Андерсон, Андрессон, Ульвеус) — 3:15
8. «The Winner Takes It All» (1980) — 4:54
9. «Money, Money, Money» (1976) — 3:05
10. «S.O.S» (1975) (Андерсон, Андрессон, Ульвеус) — 3:19
11. «Chiquitita» (1979) — 5:26
12. «Fernando» (1976) (Андерсон, Андрессон, Ульвеус) — 4:10
13. «Voulez-Vous» (1979) — 4:21
14. «Gimme! Gimme! Gimme! (A Man After Midnight)» (1979) — 4:46
15. «Does Your Mother Know» (1979) — 3:14
16. «One of Us» (1981) — 3:53
17. «The Name of the Game» (1977) (Андерсон, Андрессон, Ульвеус) — 3:56
18. «Rock Me» (1975) — 3:02
19. «Waterloo» (1974) (Андерсон, Андрессон, Ульвеус) — 2:42

### Бонусний CD
У 2003 році ABBA Gold був перевиданий в Європі з бонусним диском.
1. «Summer Night City[en]»
2. «Angeleyes[en]»
3. «The Day Before You Came[en]»
4. «Eagle»
5. «I Do, I Do, I Do, I Do, I Do»
6. «So Long[en]»
7. «Honey, Honey[en]»
8. «The Visitors[en]»
9. «Ring Ring[en]»
10. «When I Kissed The Teacher[en]»
11. «The Way Old Friends Do»

## У записі брали участь
ABBA
- Бенні Андерссон — синтезатор, клавіші, вокал
- Агнета Фельтског та Анні-Фрід Лінгстад — вокал
- Б'єрн Ульвеус — банджо, гітара, вокал

## Позиції в хіт-парадах
Наведено вищі позиції альбому за всі 16 років його перебування в хіт-парадах.
Альбом
| хіт-парад                             | Позиція |
| ------------------------------------- | ------- |
| Australian Albums Chart               | 1       |
| Austrian Albums Chart                 | 1       |
| Canadian Albums Chart                 | 6       |
| Finnish Albums Chart                  | 1       |
| Germany                               | 1       |
| Hungary Album Chart                   | 10      |
| Irish Albums Chart                    | 1       |
| Italy Album Chart                     | 2       |
| Japanese Album Chart                  | 13      |
| Mexico Album Chart                    | 1       |
| Netherlands Album Chart               | 2       |
| New Zealand Album Chart               | 3       |
| Norway Album Chart                    | 1       |
| Portugal                              | 2       |
| Slovenian Albums Chart                | 3       |
| Swedish Albums Chart                  | 1       |
| Swiss Albums Chart                    | 1       |
| UK Albums Chart                       | 1       |
| U.S. Billboard 200                    | 63      |
| U.S. Billboard Top Pop Catalog Albums | 1       |
| U.S. Billboard Comprehensive Albums   | 11      |

### Сертифікація
| Країна          | Статус        | Продажі   |
| --------------- | ------------- | --------- |
| Канада          | Діамантовий   | 1,000,000 |
| Франція         | Діамантовий   | 1,400,000 |
| Нова Зеландія   | 16×платиновый | 240,000   |
| Велика Британія | 13×Платиновий | 4,600,000 |
| Сингапур        | 11хПлатиновий | 165,000   |
| Австралія       | 11×Платиновий | 770,000   |
| Швейцарія       | 10×Платиновий | 480,000   |
| Китай           | 7хПлатиновий  | 350,000   |
| Аргентина       | 6хПлатиновий  | 240,000   |
| Ірландія        | 6хПлатиновий  | 90,000    |
| Гонконг         | 6хПлатиновий  | 120,000   |
| Фінляндія       | 6x Платиновий | 142,248   |
| Данія           | 6хПлатиновий  | 300,000   |
| Бельгія         | 6хПлатиновий  | 600,000   |
| США             | 6хПлатиновий  | 7,098,000 |
| Швеція          | 5хПлатиновий  | 500,000   |
| Іспанія         | 5хПлатиновий  | 500,000   |
| Німеччина       | 4хПлатиновий  | 2,000,000 |
| Малайзія        | 4хПлатиновий  | 100,000   |
| Норвегія        | 4хПлатиновий  | 200,000   |
| Австрія         | 3хПлатиновий  | 150,000   |
| Чилі            | 3хПлатиновий  | 60,000    |
| Чехія           | 3хПлатиновий  | 150,000   |
| Японія          | 3хПлатиновий  | 750,000   |
| Нідерланди      | 3хПлатиновий  | 300,000   |
| Італія          | 2хПлатиновий  | 200,000   |
| Росія           | 2хПлатиновий  | 40,000    |
| Португалія      | 2хПлатиновий  | 80,000    |
| Угорщина        | Платиновий    | 50,000    |
| Індія           | Платиновий    | 20,000    |
| Ізраїль         | Платиновий    | 40,000    |
| Південна Корея  | Платиновий    | 256,000+  |
| Мексика         | Платиновий    | 250,000   |
| Польща          | Платиновий    | 20,000    |
| ПАР             | Платиновий    | 50,000    |
| Таїланд         | Gold          | 25,000    |
| Бразилія        | золотий       | 125,000   |
| Венесуела       | срібний       | 5,000     |